# Ernst von Bevern
Ernst Freiherr von Bevern (* im 17. Jahrhundert; † im 17. Jahrhundert) war Domherr in Münster.

## Leben
Ernst von Bevern entstammte dem westfälischen Adelsgeschlecht von Bevern, das aus dem Ministerialadel kam und seinen Stammsitz im münsterländischen Ostbevern und Westbevern hatte. Die Westbeverner Linie starb im 14. Jahrhundert im Mannesstamme aus, während sich der Ostbeverner Zweig fortsetzte und noch im 17. Jahrhundert zu den bedeutendsten Adelsfamilien Westfalens gehörte. Er war der Sohn des Freiherrn Johann Gottfried von Bevern zu Devesburg und Lette (1629–1665, kurkölnischer Kämmerer und hochfürstlich-münsterischer Regierungsrat) und dessen Gemahlin Maria Katharina Odilia de Wendt zu Holtfeld. Sein Bruder Sigismund war mit Anna Wilhelmina von und zu Landsberg verheiratet und Hofmarschall, kurpfälz. Kämmerer und Amtmann von Bergheim und Landsberg.
Maximilian, sein anderer Bruder, war Domherr in Münster.

### Wirken
Ernst war Domscholaster in Osnabrück und erhielt nach dem Verzicht seines Bruders Maximilian im Jahre 1695 eine münstersche Dompräbende, in deren Besitz er bis zum 26. Oktober 1699 blieb, als er zu Händen des Papstes auf seine Pfründe verzichtete. Über seinen weiteren Lebensweg gibt die Quellenlage keinen Aufschluss.